# Анналы хирургии
«Анна́лы хирурги́и» — авторитетный российский научный медицинский многопрофильный журнал, освещающий современные достижения практически по всем разделам хирургических специальностей, включая общую и частную хирургию, вопросы преподавания истории, а также информацию о крупнейших научно-практических центрах отечественной и зарубежной хирургии.
Журнал «Анналы хирургии» рассчитан на широкую хирургическую общественность и специалистов смежных областей.
Входит в Список научных журналов ВАК Минобрнауки России.

## История
Журнал выходит с 1996 года.

## Структура журнала
В настоящее время журнал содержит несколько постоянных рубрик:
- «Научные центры и школы»
- «Обзоры»
- «Лекции»
- «Оригинальные статьи»
- «Клинические наблюдения»
- «Архив хирургии»
- «Как это делается»
- «Новые хирургические технологии»
- «Молодому специалисту»
- «История хирургии»

## Редколлегия

### Главный редактор
Бокерия Л. А. — академик РАН и РАМН, доктор медицинских наук, профессор, главный кардиолог Министерства здравоохранения РФ, директор Национального научно-практического центра сердечно-сосудистой хирургии им. А. Н. Бакулева Минздрава РФ, президент Ассоциации сердечно-сосудистых хирургов.

### Члены редколлегии
| - Алексеев А. А., доктор мед. наук, профессор - Алшибая М. Д., доктор мед. наук, профессор (зам. главного редактора) - Гавриленко А. В., академик РАН - Кириенко А. И., академик РАН - Котельников А. Г., доктор мед. наук, профессор - Кулаков А. А., академик РАН - Лоран О. Б., академик РАН - Николаев А. В., член-корр. РАН - Подзолков В. П., академик РАН - Покровский К. А., доктор мед. наук | - Разумовский А. Ю., член-корр. РАН - Сажин А. В., член-корр. РАН - Стилиди И. С., член-корр. РАН - Хатьков И. Е., член-корр. РАН - Хубулава Г. Г., академик РАН - Хубутия М. Ш., академик РАН - Шабунин А. В., член-корр. РАН - Шевченко Ю. Л., академик РАН - Шелыгин Ю. А., член-корр. РАН - Юшкевич Т. И., ответственный секретарь |

### Редакционный совет
| - Адамян Л. В., академик РАН - Гельфанд Б. Р., академик РАН - Кaye М. P., доктор медицины, профессор - Мумладзе Р. Б., доктор мед. наук, профессор | - Стрижаков А. Н., академик РАН - Филимонов М. И., доктор мед. наук, профессор - Черноусов А. Ф., академик РАН |